# Catephia inconclusa
Catephia inconclusa là một loài bướm đêm trong họ Erebidae.